# 486

486(사백팔십육)은 485보다 크고 487보다 작은 자연수다.

## 수학
- 합성수로, 그 약수는 총 12개다. (1, 2, 3, 6, 9, 18, 27, 54, 81, 162, 243, 486)
  - 486의 진약수의 합은 606이므로, 486은 과잉수다.
- {\displaystyle 486=6^{2}+9^{2}+12^{2}+15^{2}}
  - 공차가 3인 네 자연수의 제곱합으로 나타낼 수 있는 수다. 이 성질을 지닌 앞의 수는 406, 다음 수는 574다.
  - 연속하는 네 개의 {\displaystyle 3n}({\displaystyle n}은 자연수)의 제곱합으로 나타낼 수 있는 수다. 이 성질을 지닌 앞의 수는 270, 다음 수는 774다.
- {\displaystyle 486=2^{2}+7^{2}+12^{2}+17^{2}}
  - 공차가 5인 네 자연수의 제곱합으로 나타낼 수 있는 수다. 이 성질을 지닌 앞의 수는 414, 다음 수는 566이다.
- {\displaystyle 55^{9}-1}은 486으로 나누어떨어진다.

## 과학·기술
- NGC 486(영어판): 물고기자리 방향에 있는 나선은하.
- 인텔 80486 또는 그 CPU가 탑재된 컴퓨터를 486이라 부르기도 한다.

## 교통
- 일본 486번 국도(일본어판): 오카야마현 소자시에서 히로시마현 히가시히로시마시까지 이어지는 일본의 국도.
- 현도 제486호선

## 군사
- U-486(영어판): 제2차 세계 대전에 사용된 나치 독일의 군용 잠수함.

## 문화유산
- 대한민국의 보물 제486호: 영천 은해사 백흥암 수미단
- 대한민국의 사적 제486호: 창녕 비봉리 패총

## 방송
- 스카이라이프의 애니맥스 채널 번호.

## 기타
- 연도: 486년, 기원전 486년
- 무선호출기(일명 삐삐)에서 486은 “사랑해”라는 의미의 은어로 쓰였다.
  - 대한민국의 가수 윤하의 노래 중 하나인 〈비밀번호 486〉도 여기서 유래했다.